# Volksoper

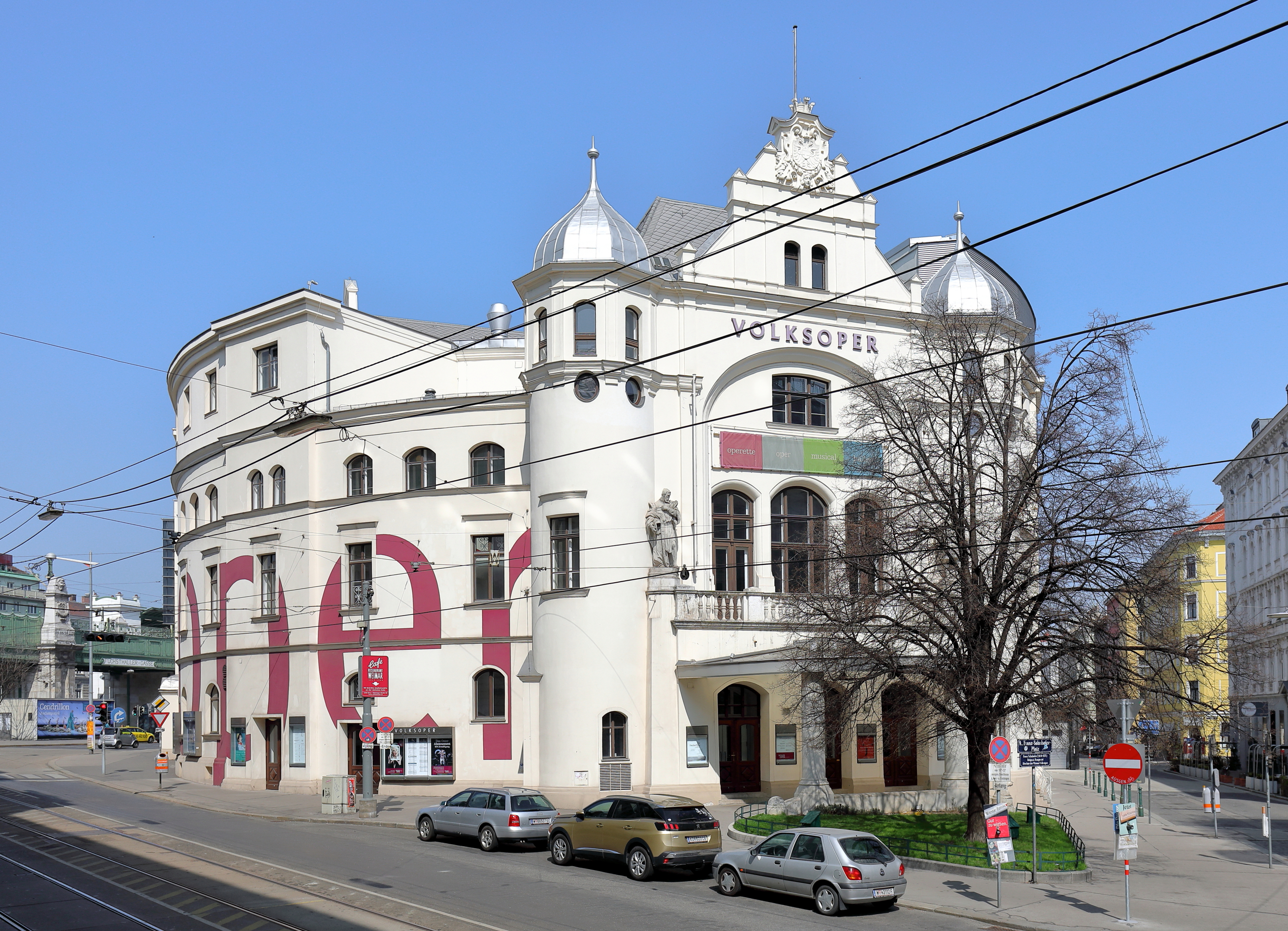

 La Ópera Popular de Viena (Wiener Volksoper) es la segunda ópera en importancia de la ciudad de Viena y la primera de Europa en representaciones de opereta (género típico vienés).
Fue inaugurada en 1898 con motivo del aniversario del Káiser con el nombre de Kaiser Jubiläums Stadttheater. En sus inicios se representaban obras de teatro, fue en el año 1903 cuando comenzaron a representarse óperas y operetas. Es en este momento cuando pasó a denominarse Ópera Volksoper. Durante esta época se estrenaron Tosca (1907) y Salomé (1910). Aquí comenzaron su carrera cantantes muy famosos como María Jeritza, Leo Slezak o Richard Tauber.

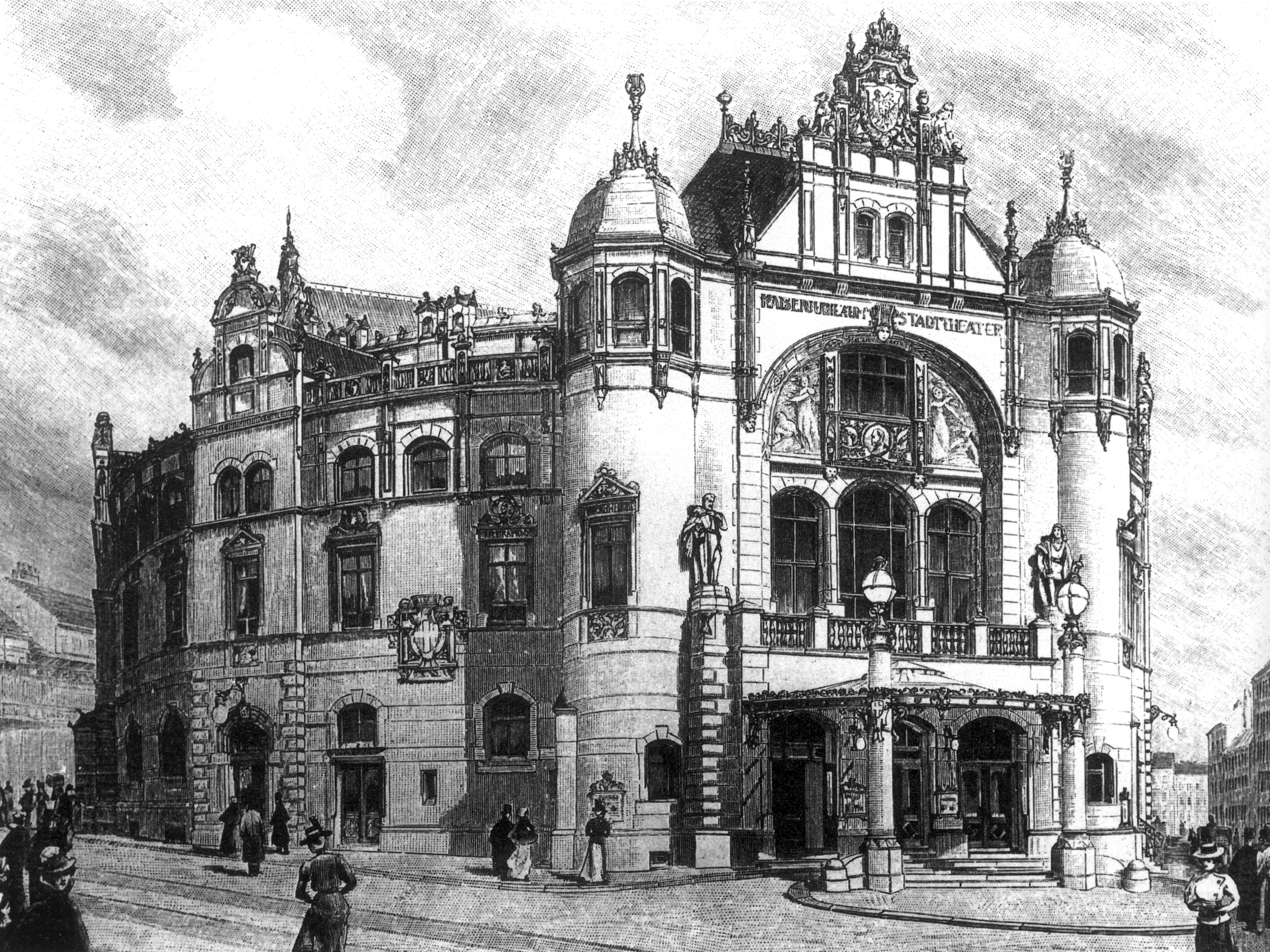
Grabado de Volksoper de 19.01.1899

 Al finalizar la I Guerra Mundial era la segunda casa de la ópera de Viena por detrás de la Ópera Estatal. A partir de 1929 se convirtió de nuevo en un teatro vienés en el que predominaba la ópera ligera. Después de la 2.ª Guerra Mundial y debido a la destrucción de la Ópera Estatal de Viena, la Wiener Volksoper se convirtió en el principal centro de representaciones de ópera.
Cuando en 1955 las puertas de la Ópera Estatal abrieron de nuevo, se convirtió de nuevo en un teatro musical independiente en el que se representaban óperas, operetas y musicales.
En la actualidad en la Ópera Popular de Viena se representan más de 100 operetas, además de óperas, musicales clásicos y danza contemporánea.

## Datos y Hechos

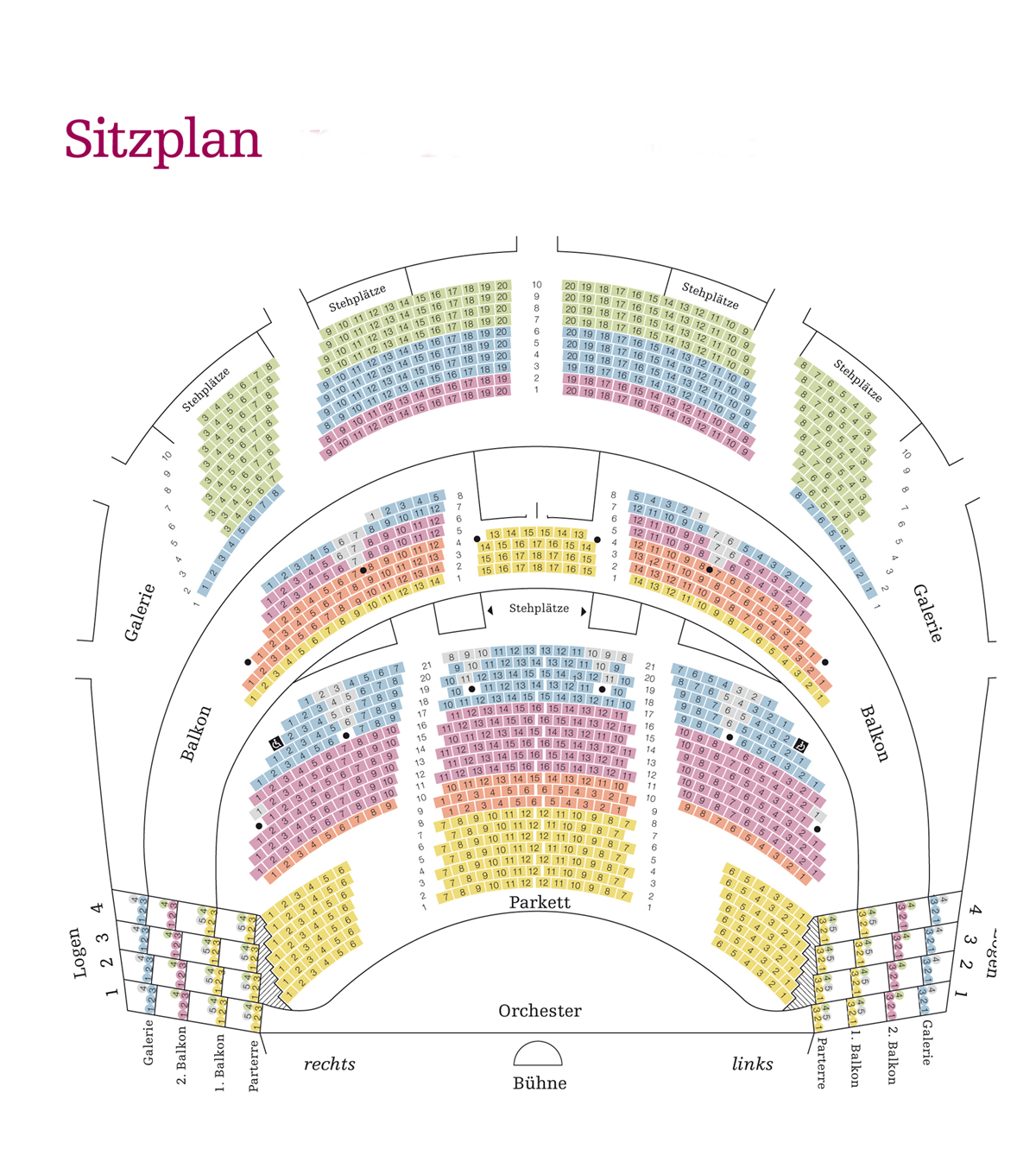
plano de sala

La Ópera Popular de Viena hay 1261 plazas sentadas y 72 plazas de pie. Entre septiembre y junio hay presentaciones cada día.
| Temporada | presentaciones | visitantes | aprovechamiento | med. empleados |
| --------- | -------------- | ---------- | --------------- | -------------- |
| 2004/2005 | 287            | 293.695    | 75,41 %         | desconocido    |
| 2005/2006 | 276            | 280.520    | 74,77%          | 524            |
| 2006/2007 | 281            | 289.721    | 78,34 %         | 523            |
| 2007/2008 | 291            | 325.491    | 85,77 %         | 526            |

## Directores
- Adam Müller-Guttenbrunn (1898-1903)
- Rainer Simons (1903-1917)
- Raoul Mader (1917-1919)
- Felix Weingartner (1919-1924)
- August Markowsky / Fritz Stiedry (1924)
- Hugo Gruder-Guntram / Leo Blech (1925)
- Hermann Frischler (1925-1928)
- Jakob Feldhammer / Otto Preminger (1929-1931)
- Leo Kraus (1931-1933)
- Karl Lustig-Prean / Jean Ernest (1934-1935)
- Alexander Kowalewsky (1935-1938)
- Anton Baumann (1938-1941)
- Oskar Joelli (1941-1944)
- Hermann Juch (1946-1955)
- Franz Salmhofer (1955-1963)
- Albert Moser (1963-1973)
- Karl Dönch (1973-1986)
- Eberhard Waechter (1987-1992; 1991-1992 a la vez director de Ópera Estatal de Viena)
- Ioan Holender (1992-1996; a la vez director de Ópera Estatal de Viena)
- Klaus Bachler (1996-1999)
- Dominique Mentha (1999-2003)
- Rudolf Berger (2003-2007)
- Robert Meyer (desde 2007)

## Estrenos
- Der Kuhreigen, obra música de teatro, Wilhelm Kienzl, 23 de noviembre de 1911.
- Liebesketten (Cadenas de Amor), Ópera de tres jornada de Eugen d'Albert, 12 de noviembre de 1912.
- Das Testament (El testamento), una comedia música de Wilhelm Kienzl, 6 de diciembre de 1916.
- Die glückliche Hand (La mano feliz), obra dramática de Arnold Schönberg, 14 de octubre de 1924.
- Das ist die erste Liebelei (Eso es el primero flirteo), opereta de Edmund Eysler, 23 de diciembre de 1934.
- Auf der grünen Wiese (Sobre el campo verde), opereta de Jara Beneš, 9 de octubre de 1936.
- Frühjahrsparade (Parada de primavera), opereta de Robert Stolz.
- Felix. Oder von einem, der auszog das Gruseln zu lernen, Ópera de jazz de Klaudia Kadlec y Max Nagl, 23 de junio de 2002.